# Sejm zwyczajny 1692/1693
Sejm zwyczajny 1692/1693 – sejm zwyczajny I Rzeczypospolitej został zwołany 3 i 10 października 1692 roku (na 31 grudnia 1692 roku) do Grodna. 
Sejmiki przedsejmowe w województwach odbyły się 19 listopada 1692 roku, a główny sejmik wielkopolski odbył się 12 grudnia 1692 roku i kujawski powtórny 19 stycznia 1693 roku.
Marszałkiem sejmu  obrano Andrzeja Kryszpina-Kirszenszteina, pisarza polnego litewskiego. 
Obrady sejmu trwały od 9 stycznia do 11 lutego 1693 roku. Sejm został zerwany przez posłów łęczyckich.